# Томашевский, Александр Николаевич
Алекса́ндр Никола́евич Томаше́вский (12 (25) января 1917, Серпухов, Московская губерния — 30 марта 1986, Москва) — советский военачальник, генерал-полковник авиации (1967). Заслуженный военный лётчик СССР (19.03.1965).

## Биография
Родился в семье рабочего. В 1931 году окончил 7 классов школы. В 1935 году окончил 4 курса рабфака в Серпухове.

### Начало военной службы
В Красной Армии с августа 1935 года. В 1937 году окончил Военную школу морских лётчиков и лётчиков-наблюдателей ВВС РККА имени И. В. Сталина в Ейске. С января 1937 года — военный пилот 9-й отдельной истребительной авиационной эскадрильи. С мая 1938 года — младший лётчик в 1-м истребительном авиаполку. С декабря 1939 года служил в 39-м истребительном авиационном полку ВВС ВМФ ВВС Тихоокеанского флота: флагштурман эскадрильи, с июля 1940 — начальник штаба эскадрильи, с декабря 1940 — командир звена, с июня 1941 — заместитель командира эскадрильи. 
Член ВКП(б) с 1941 года.

### Великая Отечественная война
В марте 1942 года зачислен в распоряжение начальника Ейского ВМАУ имени И. В. Сталина и направлен на переобучение во 2-м запасном авиационном полку в селе Борское Куйбышевской области.
Капитан А. Н. Томашевский — участник Великой Отечественной войны с января 1943 года — заместитель командира эскадрильи в 3-м истребительном авиаполку ВМФ ВВС Черноморского флота, в мае-ноябре 1943 года — командир эскадрильи 7-го истребительного авиаполка ВМФ ВВС Черноморского флота, в ноябре 1943 — ноябре 1944 года — помощник командира 43-го истребительного авиационного полка ВМФ ВВС Черноморского флота по лётной подготовке и воздушному бою. Участвовал в битве за Кавказ, в Новороссийско-Таманской и Крымской наступательных операциях, в прикрытии с воздуха кораблей и транспортов, а также в сопровождении бомбардировщиков и штурмовиков при атаках немецких кораблей на Чёрном море. За время боевых действий на Чёрном море совершил 82 боевых вылета, провёл 6 воздушных боёв, сбил лично 3 самолёта врага в боях 6 октября 1943, 22 апреля и 6 мая 1944 года (по другим данным сбил 2 лично и в составе группы 1 самолёт).
В ноябре 1944 года был переведён в Заполярье и назначен командиром 27-го истребительного авиационного полка ВМФ ВВС Северного флота. К тому времени боевые действия в воздухе в Заполярье уже не велись, новых воздушных побед он не одержал. В августе 1945 года находился на Дальнем Востоке, будучи прикомандирован к штабу ВВС Тихоокеанского флота, участвовал в советско-японской войне. За годы войны летал на истребителях И-153, И-16, ЛаГГ-3, Як-7Б, Р-40 «Киттихаук», Р-39 «Аэрокобра», Р-63 «Кингкобра».

### Послевоенная служба

Могила на Кунцевском кладбище

С августа 1946 — помощник командира по лётной подготовке и воздушному бою, а с февраля 1947 года — заместитель командира 18-й смешанной авиационной дивизии ВВС Тихоокеанского флота (дислоцировалась в Порт-Артуре). С декабря 1947 года — начальник лётной инспекции ВВС 5-го ВМФ (Владивосток), в июне-сентябре 1949 — заместитель командующего ВВС 5-го ВМФ по лётной подготовке. С сентября 1949 года — командир 18-й смешанной авиадивизии ВВС Тихоокеанского флота. Когда в июне 1950 года дивизия была переформирована в 509-ю истребительную авиационную дивизию, был оставлен её командиром (Порт-Артур). В ноябре 1950 года направлен на учёбу.
В 1952 году окончил военно-морской факультет Высшей военной академии имени К. Е. Ворошилова. С ноября 1952 года — начальник Военно-морского авиационного училища лётчиков истребительной авиации. С 1953 года — помощник командующего, с 1958 года — заместитель командующего, а с 1959 года — первый заместитель командующего ВВС Северного флота. В эти годы летал на реактивных истребителях МиГ-15 и МиГ-17.
В январе 1960 — декабре 1970 — командующий ВВС Тихоокеанского флота (с декабря 1960 года должность именовалась «командующий авиацией Тихоокеанского флота»). Освоил ракетоносец Ту-16. В декабре 1970 — марте 1982 — заместитель командующего авиацией ВМФ. 
С июля 1982 года — в отставке.
Жил в Москве. Умер 30 марта 1986 года. Похоронен на Кунцевском кладбище в Москве (9 уч.).

## Награды
- орден Октябрьской Революции (18.02.1981)
- три ордена Красного Знамени (30.05.1944; 31.05.1945; 26.10.1955)
- орден Отечественной войны 1-й степени (11.03.1985)
- два ордена Красной Звезды (21.08.1944; 15.11.1950)
- орден «За службу Родине в Вооружённых Силах СССР» 3-й степени (30.04.1975)
- медаль «За боевые заслуги» (30.04.1946)
- медаль «За оборону Кавказа» (вручена 11.07.1945)
- медаль «За оборону Советского Заполярья»
- медаль «За победу над Германией»
- медаль «За победу над Японией» (вручена 20.06.1946)
- другие медали СССР
- именное оружие (1967)
- орден «9 сентября 1944 года» 1-й степени с мечами (Болгария, 14.09.1974)
- иностранные медали
- Заслуженный военный лётчик СССР (19.03.1965)
- Орден «Полярная Звезда» (МНР, 06.07.1971)[1]

## Воинские звания
- генерал-майор авиации (31.5.1954)
- генерал-лейтенант авиации (18.2.1958)
- генерал-полковник авиации (25.10.1967).